# Meiji Hyakunen Spiders Nananen
 (mai 2025).
Albums de The Spiders
The Spiders Album No.5
(1968) Spiders '69
(1969)
Meiji Hyakunen Spiders Nananen (明治百年すぱいだーす七年, Meiji Hyakunen Supaidaasu Nananen) est le sixième album des Spiders, sorti en 1968 sur le label Philips.

## Réception critique
L'album est couvert dans le livre Rock Chronicles Japan Vol. 1 1968-1980, un ouvrage collectif de 50 auteurs de 1999, qui se fixait pour objectif (avec le Vol. 2) de détailler les 333 albums essentiels du rock japonais.

## Liste des pistes
| No  | Titre                      | Durée |
| --- | -------------------------- | ----- |
| 1.  | Anata to Irutoki Sonnatoki | 3:09  |
| 2.  | Kami no Okite              | 3:05  |
| 3.  | Otsumu Kon! Kon!           | 2:49  |
| 4.  | Futari no Dance            | 2:38  |
| 5.  | Shiroi Nami no Shojo       | 2:16  |
| 6.  | Lonely Man                 | 2:24  |
| 7.  | Mister Tax                 | 2:45  |
| 8.  | Kuroyuri no Uta            | 2:38  |
| 9.  | Akai Dress no Onna no Ko   | 2:23  |
| 10. | End of Love                | 3:34  |
| 11. | Shinju no Namida           | 2:36  |
| 12. | Rock n Roll Boy            | 2:21  |
| 13. | Blues for Wes              | 2:52  |